# ジョーダン・ゼムラ
ジョーダン・ゼムラ（Jordan Zemura, 1999年11月14日 - ）は、ロンドン出身のプロサッカー選手。ジンバブエ代表。ウディネーゼ・カルチョ所属。ポジションはディフェンダー（サイドバック）。

## 経歴

### 幼少期
2006年、6歳のときにクイーンズ・パーク・レンジャーズの下部組織に入団し、およそ3年間を過ごした。チェルシーのトライアルに参加した後、チャールトン・アスレティックの下部組織に移り、8年間技術を磨いた。

### クラブ
トライアル期間を経て、2019年にボーンマスの下部組織に入団。
2020年9月15日、ディーン・コートで行われたEFLカップ2回戦のクリスタル・パレス戦でプロデビュー。スコアレスでPK戦までもつれた末に11-10で勝利。自身も10人目のキッカーとしてPKを成功させた。2022年12月時点でプレミアリーグで最も年俸が低い選手で、週給385ポンドとされる。
2021-22シーズン開幕のウェスト・ブロムウィッチ戦でリーグ戦初先発。このシーズン、ボーンマスは開幕から無敗を続け、8月のリーグ戦全5試合に先発出場したゼムラは、クラブの月間最優秀選手に選出された。2021年9月11日、リーグ第6節のバーンズリー戦でプロ初ゴールを含む2ゴールを記録し、3-0での勝利に貢献した。
2023年4月、翌シーズンからイタリアのウディネーゼに2027年6月末までの契約で加入することが発表された。
2024年2月18日、リーグ第25節のカリアリ戦でセリエA初ゴールを記録した。

### 代表
自身はロンドンで生まれ育ったが、両親がジンバブエ人であるため、市民権を持つジンバブエの代表を選択した。両親とも東マショナランド州の出身である。
2019年11月に行われたアフリカネイションズカップ予選のザンビア戦およびボツワナ戦のメンバーに召集されていたが、パスポートの期限が切れていたためこの2試合には間に合わず、辞退を余儀なくされた。11月12日のアルジェリア戦に先発出場し、代表デビューを果たした。本大会のメンバーにも選出され、グループステージの2試合に出場した。

## 人物
シェピー島の学校で中等教育を受けた後、カンタベリー・クライスト・チャーチ大学でスポーツ科学を学んだ。
また陸上競技でもカウンティの代表選手として活躍した。

## 個人成績

### クラブ
| 国内大会個人成績 | 国内大会個人成績 | 国内大会個人成績 | 国内大会個人成績   | 国内大会個人成績 | 国内大会個人成績 | 国内大会個人成績 | 国内大会個人成績 | 国内大会個人成績 | 国内大会個人成績 | 国内大会個人成績 | 国内大会個人成績 |
| 年度             | クラブ           | 背番号           | リーグ             | リーグ戦         | リーグ戦         | リーグ杯         | リーグ杯         | オープン杯       | オープン杯       | 期間通算         | 期間通算         |
| 年度             | クラブ           | 背番号           | リーグ             | 出場             | 得点             | 出場             | 得点             | 出場             | 得点             | 出場             | 得点             |
| イングランド     | イングランド     | イングランド     | イングランド       | リーグ戦         | リーグ戦         | FLカップ         | FLカップ         | FAカップ         | FAカップ         | 期間通算         | 期間通算         |
| ---------------- | ---------------- | ---------------- | ------------------ | ---------------- | ---------------- | ---------------- | ---------------- | ---------------- | ---------------- | ---------------- | ---------------- |
| 2020-21          | ボーンマス       | 33               | チャンピオンシップ | 2                | 0                | 2                | 0                | 1                | 0                | 5                | 0                |
| 2021-22          | ボーンマス       | 33               | チャンピオンシップ | 33               | 3                | 1                | 0                | 0                | 0                | 34               | 3                |
| 2022-23          | ボーンマス       | 33               | プレミアリーグ     | 19               | 0                | 2                | 0                | 1                | 0                | 22               | 0                |
| イタリア         | イタリア         | イタリア         | イタリア           | リーグ戦         | リーグ戦         | イタリア杯       | イタリア杯       | オープン杯       | オープン杯       | 期間通算         | 期間通算         |
| 2023-24          | ウディネーゼ     | 33               | セリエA            |                  |                  |                  |                  | -                | -                |                  |                  |
| 通算             | イングランド     | イングランド     | チャンピオンシップ | 35               | 3                | 3                | 0                | 1                | 0                | 39               | 3                |
| 通算             | イングランド     | イングランド     | プレミアリーグ     | 19               | 0                | 2                | 0                | 1                | 0                | 22               | 0                |
| 通算             | イタリア         | イタリア         | セリエA            |                  |                  |                  |                  | -                | -                |                  |                  |
| 総通算           | 総通算           | 総通算           | 総通算             | 54               | 3                | 5                | 0                | 2                | 0                | 61               | 3                |

### 代表
| ジンバブエ代表 | 国際Aマッチ | 国際Aマッチ |
| 年             | 出場        | 得点        |
| -------------- | ----------- | ----------- |
| 2020           | 2           | 0           |
| 2021           | 2           | 0           |
| 2022           | 2           | 0           |
| 通算           | 6           | 0           |